# Махнов, Фёдор Андреевич
Фёдор Андре́евич Махно́в (6 [18] июня 1878, неподалёку от деревни Костюки, Витебский уезд, Витебская губерния, Российская империя — 28 августа [10] сентября 1912, там же) — крестьянин Витебской губернии Российской империи. По неподтверждённым данным, был самым высоким человеком в мире с ростом 285 см, что на 13 см выше Роберта Уодлоу — самого высокого зарегистрированного человека в мире.

## Биография
Фёдор Андреевич Махнов родился в бедной крестьянской семье на хуторе, неподалёку от деревни Костюки (ныне не существует).
Его родители, два брата (Степан и Николай) и две сестры (Ярдена и Шуламит) роста были выше среднего, но великанами не считались. Мать Фёдора не пережила родов и скончалась. Отец же женился второй раз, а маленького Фёдора отправил на воспитание к его деду. До 8 лет мальчик почти не отличался ростом от своих сверстников, но потом начал резко расти. В 12 лет рост Фёдора превысил отметку в 2 метра, а весил он около 100 кг, без проблем мог поднять взрослых мужчин, тяжелые брёвна. Дети смеялись над ним, а тот в отместку отбирал у них шапки и вешал их на коньки крыш. Когда Фёдору исполнилось 14 лет, его отцу пришлось поднимать в доме потолки, так как подросток перестал помещаться в нём.
Так как семья у Фёдора была бедная, ему пришлось рано начать работать, чтобы прокормить себя. В 1894 году 16-летнего Фёдора, рост которого достиг отметки в 254 см, а вес около 150 кг, увидел немец Отто Биллендер, который быстро смекнул, что на нём можно хорошо заработать. Он заключил с Фёдором контракт, по которому тот отправлялся с ним работать в цирке в Германию, взамен же Биллендер будет обеспечивать гиганта одеждой, едой и выплачивать жалование. Длина стопы Фёдора Махнова равнялась 51 см, длина ладони — 32 см. В возрасте 25 лет его рост составлял 285 см, а вес 182 кг.
Спустя 9 лет Фёдору наскучила работа в цирке, и в 1903 году он вернулся в родные края. Затем Фёдор на деньги, которые заработал во время работы в цирке, купил дом по своему росту и зажил в свое удовольствие. В этом же году он женился на учительнице Ефросинье Лебедевой, рост которой, по некоторым данным, был 215 см. Она родила Фёдору пятерых детей, рост которых не превысил 2 метров.
Умер Фёдор Андреевич в возрасте 34 лет, предположительно от заболевания лёгких, хотя есть и иные версии. Высказывались мнения, будто великан был отравлен соперниками или завистниками, но никаких доказательств этому не приводилось. Похоронили его на погосте за деревней Горбачи. В 1939 году его прах был эксгумирован для научных исследований, но гроб и памятник оставили в том же виде. На обелиске до сих пор можно прочитать: «Фёдор Андреевич Махнов. Родился 6 июня 1878 года. Умер 28 августа 1912 года. Самый высокий человек в мире. Ростом был 3 аршина 9 вершков». 3 аршина 9 вершков составляют 254 сантиметра, этот показатель был взят из контракта 16-летнего Фёдора. Но после 16 лет Фёдор Махнов продолжал расти и, предположительно, мог прибавить ещё 31 см, достигнув 285 см. Жена гиганта, Ефросинья, хотела исправить показатели на памятнике, но ей помешали начавшаяся вскоре Первая мировая война, а затем революция.

## Память
26 июня 2010 года Витебский горисполком и газета «Витьбичи» организовали в Витебске открытый городской конкурс на самого высокого человека памяти Фёдора Махнова «Витебский великан». Победителем конкурса среди мужчин стал витебчанин Алексей Андреянов ростом 208 см. Среди женщин самой высокой оказалась Наталья Русанова — 197,5 см.
В Витебске, в сквере на углу улиц Маяковского и Суворова 20 июня 2018 года установили памятник витебскому великану Фёдору Махнову. Памятник отлит из бронзы, высота его вместе с цилиндром составляет 312 сантиметров. Монумент обошелся в 2,3 миллиона российских рублей (74,7 белорусских). Скульптура выполнена с соблюдением всех пропорций и представляет собой великана в цилиндре. Возле скульптуры находится информационная доска с инициалами и годами жизни великана из Витебской губернии. Витебский скульптор Иван Казак изучил немало литературы, прежде чем приступить к созданию скульптуры, решил приурочить открытие памятника к 140-летнему юбилею великана. Изначально скульптор хотел сделать Махнова вместе с супругой, однако от этой идеи впоследствии отказался. Памятник Фёдору в сквере Маяковского представляет собой статую с неизменными атрибутами — с тростью и в цилиндре. Головной убор с полями великан носил, чтобы скрыть маленький (относительно туловища) размер головы.
Скульптуру Махнова изготовили по описаниям в литературе, газетах и афишах. Размеры следующие: стопа — 51 см (два ботинка 41-го размера), ладонь — 31, уши — 15, губы — 10. Рост фигуры — 285 см.
В Витебском районном историко-краеведческом музее действует выставка «Великанов хутор» — собраны материалы о жизни Федора Махнова.
Над могилой Ф. А. Махнова в его имении Великаново установлен памятник. Он представляет собой стелу, выполненную из красного гранита. На её поверхности дореформенным шрифтом написано: «Фёдор / Андреевич / Махнов / род. 6 июня 1878 г. / сконч. 28 авг. 1912 г. / на 36-м году. / Самый Большой / человек в Мире / Ростом Был / 3 аршина и 9 вершков».